# Cary-Hiroyuki Tagawa
Cary-Hiroyuki Tagawa (tiếng Nhật: 田川洋行 Tagawa Hiroyuki; sinh ngày 27 tháng 9 năm 1950) là một diễn viên, nhà sản xuất phim và võ sĩ người Nhật Bản.

## Đầu đời
Tagawa sinh ra ở Tokyo, là con trai của một nữ diễn viên người Nhật Bản còn cha của ông là người Mỹ gốc Nhật, từng phục vụ trong Quân đội Hoa Kỳ và đóng quân tại Fort Bragg, North Carolina, Fort Polk, Louisiana và Fort Hood, Texas. Tiếng mẹ đẻ của ông là tiếng Anh và tiếng Nhật nhưng ông cũng có thể nói được một số thứ tiếng khác như tiếng Hàn và tiếng Tây Ban Nha.
Tagawa lớn lên ở nhiều thành phố khác nhau. Gia đình ông cuối cùng đã định cư ở Nam California, nơi ông bắt đầu diễn xuất khi đang học tại trường trung học Duarte. Ông theo học Đại học Nam California và là sinh viên trao đổi tại Nhật Bản.

## Sự nghiệp

Tagawa năm 2019

Ông từng đóng vai phù thủy Shang Tsung trong bộ phim Mortal Kombat (1995).
Năm 2015, Tagawa được chọn vào vai một trong những nhân vật chính, Nobusuke Tagomi, Bộ trưởng bộ Thương mại của các Quốc gia Thái Bình Dương của Mỹ trong bộ phim The Man in the High Castle của Amazon dựa trên cuốn tiểu thuyết cùng tên của Philip K. Dick. Cũng trong tháng 11 năm 2015, cả ông và Taimak (The Last Dragon) đều được vinh danh cho Giải thưởng Di sản của Fists of Legends tại Urban Action Showcase & Expo.

## Cuộc sống riêng
Năm 2013, Tagawa bắt đầu làm việc với các diễn viên Cơ đốc giáo chính thống Pyotr Mamonov và Ivan Okhlobystin. Vào ngày 12 tháng 11 năm 2015, ông làm lễ rửa tội thành Panteleymon tại nhà thờ Niềm vui của tất cả những người buồn của Chính thống giáo Nga ở Moscow. Năm 2016, ông nhập quốc tịch Nga.

## Phim đã đóng

### Phim
| Năm  | Phim                               | Vai diễn                         | Ghi chú          |
| ---- | ---------------------------------- | -------------------------------- | ---------------- |
| 1986 | Big Trouble in Little China        | Wing Kong Swordsman              | Uncredited       |
| 1986 | Armed Response                     | Toshi                            |                  |
| 1987 | The Last Emperor                   | Chang                            |                  |
| 1988 | Bulletproof                        | Thug in Flashback                | Uncredited       |
| 1988 | Spellbinder                        | Lt. Lee                          |                  |
| 1988 | Twins                              | Oriental Man                     |                  |
| 1989 | The Last Warrior                   | Imperial Marine                  |                  |
| 1989 | Licence to Kill                    | Kwang                            |                  |
| 1991 | Kickboxer 2                        | Sanga                            |                  |
| 1991 | Showdown in Little Tokyo           | Funekei Yoshida                  |                  |
| 1991 | The Perfect Weapon                 | Kai                              |                  |
| 1992 | Nemesis                            | Angie-Liv                        |                  |
| 1992 | American Me                        | El Japo                          |                  |
| 1993 | Rising Sun                         | Eddie Sakamura                   |                  |
| 1994 | Natural Causes                     | Major Somchal                    |                  |
| 1994 | Picture Bride                      | Kanzuki                          |                  |
| 1995 | The Dangerous                      | Kon                              |                  |
| 1995 | Mortal Kombat                      | Shang Tsung                      |                  |
| 1995 | Heat                               | Street Cop                       | Uncredited       |
| 1995 | Soldier Boyz                       | Vinh Moc                         |                  |
| 1996 | White Tiger                        | Victor Chow                      |                  |
| 1996 | The Phantom                        | The Great Kabai Sengh            |                  |
| 1996 | Danger Zone                        | Monsieur Chang                   |                  |
| 1997 | Top of the World                   | Captain Hefter                   |                  |
| 1997 | Mortal Kombat: Annihilation        | Shang Tsung                      | Cameo appearance |
| 1998 | Vampires                           | David Deyo                       |                  |
| 1998 | Provocateur                        | Captain Jong                     |                  |
| 1998 | American Dragons                   | Matsuyama                        |                  |
| 1999 | Bridge of Dragons                  | General Ruechang                 |                  |
| 1999 | Fixations                          | Alex                             |                  |
| 1999 | Snow Falling on Cedars             | Zenhichi Miyamoto                |                  |
| 2000 | The Art of War                     | David Chan                       |                  |
| 2001 | Pearl Harbor                       | Cmdr. Minoru Genda               |                  |
| 2001 | Planet of the Apes                 | Krull                            |                  |
| 2005 | Elektra                            | Roshi                            |                  |
| 2005 | Memoirs of a Geisha                | The Baron                        |                  |
| 2006 | The Slanted Screen                 | Himself                          | Documentary film |
| 2006 | Teen Titans: Trouble in Tokyo      | Brushogan (voice)                |                  |
| 2007 | Balls of Fury                      | Mysterious Asian Man             |                  |
| 2007 | Blizhniy Boy: The Ultimate Fighter | Alibek                           |                  |
| 2008 | Lost Warrior: Left Behind          | Detective Yoshide                | Video            |
| 2008 | Bodyguard: A New Beginning         | Kai                              |                  |
| 2009 | By the Will of Chingis Khan        | Bodyguard                        |                  |
| 2009 | Hachi: A Dog's Tale                | Ken                              |                  |
| 2009 | Tekken                             | Heihachi Mishima                 |                  |
| 2009 | The Tomb                           | Len Burris                       |                  |
| 2012 | Black Cobra                        | Goro Tanaka                      | Video            |
| 2013 | 47 Ronin                           | Shogun Tokugawa Tsunayoshi       |                  |
| 2014 | Hype Nation 3D                     | Sammy Kata                       |                  |
| 2014 | Priest-San                         | Father Nikolai (Takuro) Nakamura |                  |
| 2014 | Ninja Apocalypse                   | Fumitaka                         |                  |
| 2014 | Tekken 2: Kazuya's Revenge         | Heihachi Mishima                 |                  |
| 2014 | Skin Trade                         | Senator Khat                     |                  |
| 2015 | Junction                           | Narrator (voice)                 |                  |
| 2015 | The Man with the Iron Fists 2      | The Mayor                        |                  |
| 2015 | Little Boy                         | Hashimoto                        |                  |
| 2016 | Showdown in Manila                 | Aldric Cole                      |                  |
| 2016 | Beyond the Game                    | Detective Yoshida                |                  |
| 2016 | Kubo and the Two Strings           | Hashi (voice)                    |                  |
| 2016 | The Whole World at Our Feet        | Khazar                           |                  |
| 2018 | Duel of Legends                    | Sting                            |                  |
| TBA  | Reagan                             | Yasuhiro Nakasone                | Pre-production   |
| TBA  | Sky Sharks                         | Michael Morel                    | Pre-production   |